# Chilei peso
A peso Chile hivatalos pénzneme.

## Története
Az első pesó 1817-ben váltotta fel a spanyol gyarmati reált. 1880-ban adták ki az első bankjegyeket. 1925-ben alakult meg a Banco Central de Chile.
1960-ban a peso elértéktelenedett. Jorge Alessandri bevezette az escudot (Eº). 1000 peso volt ekkor 1 escudo.
1975-től ismét a peso a hivatalos fizetőeszköz.

## Érmék
Az 50 pesós érmét 2008-2009 között rosszul verték és ez csak 2009 végén derült ki. A CHILE szó helyett CHIIE szót írták az érmékre. A pénzverde elnökét elbocsátották ezért az elírásért. Az érmék közben gyűjtök célpontjává lettek.
| Névérték | Műszaki paraméterek            | Műszaki paraméterek | Előlap                          | Kibocsátás       |
| Névérték | Átmérő                         | Összetétel          | Előlap                          | Kibocsátás       |
| -------- | ------------------------------ | ------------------- | ------------------------------- | ---------------- |
| 1 peso   | alumínium                      | 15,5 mm             | Bernardo O'Higgins              | 1992 márciusa    |
| 5 peso   | Réz, alumínium, nikkel         | 15,5 mm             | Bernardo O'Higgins              | 1992 májusa      |
| 10 peso  | Réz, alumínium, nikkel         | 21 mm               | Bernardo O'Higgins              | 1990 szeptembere |
| 50 peso  | Réz, alumínium, nikkel         | 25 mm               | Bernardo O'Higgins              | 1981 szeptembere |
| 100 peso | Réz, alumínium, nikkel         | 27 mm               | címer                           | 1984 novembere   |
| 100 peso | Alpaca, réz, alumínium, nikkel | 23,5 mm             | Mapuche                         | 2001 decembere   |
| 500 peso | Alpaca                         | 26 mm               | Raúl Silva Henríquez kardinális | 2000 decembere   |

## Bankjegyek

### 1975-ös sorozat
| Névérték    | Méret       | Szín                 | Leírás                         | Leírás                                               | Kibocsátás       |
| Névérték    | Méret       | Szín                 | Előlap                         | Hátlap                                               | Kibocsátás       |
| ----------- | ----------- | -------------------- | ------------------------------ | ---------------------------------------------------- | ---------------- |
| 500 peso    | 145 x 70 mm | ibolya, fekete, zöld | Pedro de Valdivia              | Santiago de Chile alapítása                          | 1977 júniusa     |
| 1000 peso   | 145 x 70 mm | zöld                 | Ignacio Carrera Pinto kapitány | Az elesett hősök emlékműve                           | 1978 júniusa     |
| 2000 peso   | 145 x 70 mm | ibolya               | Manuel Rodríguez               | Santiagói domonkos templom                           | 2004 szeptembere |
| 5000 peso   | 145 x 70 mm | piros                | Gabriela Mistral               | az 1945-ös irodalmi Nobel-díj allegorikus ábrázolása | 1981 júliusa     |
| 10 000 peso | 145 x 70 mm | kék                  | Arturo Prat kapitány           | San Agustín de Puñual földbirtoka                    | 1989 júliusa     |
| 20 000 peso | 145 x 70 mm | zöld, sárga          | Andrés Bello                   | Chile Egyetem                                        | 1998 decembere   |

### 2009-es sorozat
2010. január 6-ától új polymer alapú bankjegyeket fognak kibocsátani. Ennek első tagja az 5 000 pesos bankjegy, amelyet már 2009. szeptember 24-én kibocsátottak. A 2000 pesós bankjegyet 2010. november 17-én bocsátották ki. Az 1000 pesos bankjegyet 2011. május 11-én bocsátották ki.
| Névérték    | Méret       | Szín       | Leírás                   | Leírás                        | Dátumok             | Dátumok     |
| Névérték    | Méret       | Szín       | Előlap                   | Hátlap                        | Kibocsátás          | visszavonás |
| ----------- | ----------- | ---------- | ------------------------ | ----------------------------- | ------------------- | ----------- |
| 1000 peso   | 120 x 70 mm | zöld       | Ignacio Carrera Pinto    | Torres del Paine Nemzeti Park | 2011. május 11.     | forgalomban |
| 2000 peso   | 127 x 70 mm | lila       | Manuel Rodríguez Erdoíza | Nalcas Nemzeti Park hegye     | 2010. november 17.  | forgalomban |
| 5 000 peso  | 134 x 70 mm | vörös      | Gabriela Mistral         |                               | 2009 szeptember 24. | forgalomban |
| 10 000 peso | 141 x 70 mm | világoskék | Arturo Prat              |                               | 2010. január 6.     | forgalomban |
| 20 000 peso | 148 x 70 mm | narancs    | Andrés Bello             |                               | 2010. július 28.    | forgalomban |